# San Julio (östra Santa María Chilchotla kommun)
San Julio är en ort i Mexiko.   Den ligger i kommunen Santa María Chilchotla och delstaten Oaxaca, i den sydöstra delen av landet, 280 km öster om huvudstaden Mexico City. San Julio ligger 340 meter över havet och antalet invånare är 150.
Terrängen runt San Julio är varierad. Runt San Julio är det ganska tätbefolkat, med 65 invånare per kvadratkilometer. Närmaste större samhälle är Barranca Seca, 1,4 km väster om San Julio. I omgivningarna runt San Julio växer i huvudsak städsegrön lövskog.